# Сараевски погром
Сараевският погром е подкрепен от австро-унгарското правителство и води след себе си до етнически конфликти без прецедент в историята на града. Двама сърби са убити в първия ден на погрома в Сараево, а много са нападнати и ранени, около хиляда къщи, училища, магазини и други обекти, собственост на сърби, са разграбени и унищожени. 
Трима видни местни сараевски политици и нотабили – Йозо Сунарич, Шериф Арнаутович и Данило Димович, като представители на трите местни общности, влизат на аудиенция при губернатора, за да го помолят да предприеме нужните мерки, за прекратяване на изстъпленията и погромите над местните сърби, но той отказва да се меси в спонтанните протести. 